# Alegeri legislative în Irlanda, 1918
Alegerile electorale irlandeze din 1918 au făcut parte din alegerile generale ale Regatului Unit din 1918, ce au avut loc in Irlanda . Este considerat un moment cheie în istoria modernă a Irlandei, deoarece a cunoscut o înfrangere clară a Partidului Parlamentar Nationalist Irlandez(PPNI), care a dominat scena politica irlandeza din 1880. Acest lucru a constituit o victorie radicală pentru partidul Sinn Féin, care nu s-a bucurat până atunci de vreo altă victorie. Totusi, in Ulster, Partidul Unionist a fost partidul cu cel mai mare succes.
Urmările alegerilor au cunoscut convenția unui parlament extra-legal, format de aleșii Sinn Féin și cunoscut drept Primul Dáil .

## Fundal
În 1918, întregul teritoriu Irlandez făcea parte din Regatul Unit al Marii Britanii și al Irlandeiși era reprezentat în Parlamentul Marii Britanii de către 105 membri de parlament. Întrucât în Marea Britanie,majoritatea aleșilor erau fie membri ai Partidului Liberal ori ai Partidului Conservator, înca din 1880 majoritatea membrilor parlametari nationaliști, ce au stat împreuna în  Camera Britanică a Comunelor ca Partidul Parlamentar Irlandez. PPI-ul s-a luptat pentru Dominarea Camerei, ce reprezintă autoguvernare pentru Irlanda, dinăuntrul Regatului Unit și erau susținuți de majoritatea catolicilor din Irlanda. Dominarea Camerei a fost opusă de majoritatea protestanților din Irlanda, ce au format o majoritate în cadrul populației în nordul provinciei Ulster și favoriza controlul Uniunii cu Marea Britanie (erau astfel numiți Irlandezi Unioniști). Unioniștii erau susținuți de către Partidul Conservator, întrucat din 1885 Partidul Liberal era comis sa adopte o oarecare formă de dominare a camerei.Eventual unionistii și-au format propria reprezentanță, prima fiind Partidul Unionist Irlandez ,apoi Partidul Unionist al Ulsterului. Dominarea Camerei a fost in final obtinuta odata cu intocmirea Actului de Dominare din 1914. Implementarea acestui act a fost totuși amânată temporar din cauza izbucnirii Primului Război Mondial, asteptând a fi gata peste un an, dar în mare parte datorită Actului de rezistentă Unionist.  Pe masură ce razboiul se prelungea, cu atat mai mult câstigau în putere membrii radicali ai partidului Fenian.

### Ascensiunea Feniană
Sinn Féin a fost fondat de către Arthur Griffith în 1905. El credea că naționaliștii irlandezi ar trebui sa emuleze Ausgleich, specific naționaliștilor din Ungaria,care secolul XIX, sub Ferenc Deák, au ales sa boicoteze parlamentul imperial din Viena și în mod unilateral au pus bazele unei legislaturi proprii in Budapesta. Griffith a preferat o solutie pasnica bazata pe o 'monarhie duala' cu Regatul Unit al Marii Britanii si al Irlandei, doua state separate cu un singur cap al statului si un guvern slab centralizat pentru a controla doar probleme de ordin comun. Totusi, in 1918, sub noua tutela Éamon de Valera, fenienii au ajuns sa favorizeze separarea de Marea Britanie prin intermediul unei revolte armate daca era necesar si stabilirea unei republici independente. Urmările Revoltei pascale din 1916 au constituit un număr crescând de membri în rândul partidului și suporteri ai rebeliunii, ce au fost eliberati din inchisorile Britanice și din lagăre.
Înainte de 1916, fenienii au fost o mișcare marginala avand o alianta cooperativa limitata cu Liga Toti pentru Irlandaa lui William O'Brien si s-a bucurat de putine succese electorale. Totusi intre revoltale pascale din acel an si 1918 popularitatea partidului in alegerile generale electorare a crescut dramatic. Acest lucru a fost cauzat de esecul Dominarii Camerei, rezolutie implementata atunci cand PPI-ul s-a opus partitiei Irlandei cerute de catre Unionistii Ulsterului in 1914, 1916 si 1917, dar și din cauza aversiunii populației către autoritășile britanice alimentate de către execuțiile a principalilor lideri ai rebeliunii din 1916 și tentativa de introduce Dominarea Camerei în legatura cu serviciul de înrolare militară în Irlanda (vezi Criza inrolarilor din 1918).
Sinn Féin și-a demonstrat noua capacitate electorala în trei alegeri incununate cu succes în 1917 în care Contele Plunkett, W. T. Cosgrave și De Valera au fost pe rând aleși, deși nu a câștigat toate alegerile în acel an și în cel puțin un caz au fost zvonuri de fraudă. Totusi, in general, partidul a beneficiat de un numar de factori in alegerile din 1918.

### Modificări în electorat
Electoratul irlandez din 1918, la fel ca si intregul electorat din intregul Regat Unit, s-au schimbat in doua mari ramuri inca de la sfarsitul alegerilor anterioare. In primul rand din cauza izbucnirii Primului Razboi Mondial, ce a durat din 1914 pana in 1918, alegerile generale britanice din 1915 nu au mai tinut alegeri. Ca rezultat, nici o aleger nu a tinut loc intre 1910 si 1918, cea mai lunga perioada din istoria constitutionala moderna a Marii Britanii si a Irlandei. Asadar, alegerile din 1918 au cunoscut o schimbare dramatica. Mai exact:
- Toti votanții cu varsta cuprinsa intre 21 si 29 au fost la urne pentru prima data. Nu aveau nici un trecut electoral si nici o loialitate catre PPI si intr-adevar atunci a aparut si preferinta lor politica dupa cei 8 ani care au cunoscut amaraciunea razboilui mondial.
- O generatie de votanti batrani, majoritatea sustinatori PPI,au murit in acea perioada de 8 ani.
- Emigrarile (cu exceptia Marii Britanii) au fost aproape imposibil de realizat de-a lungul razboilui, din cauza liniilor maritime care constituiau un pericol, ceea ce inseamna ca zeci de mii de tineri erau in Irlanda, cand in alte circumstante erau in afara tarii.

În al doilea rând, sufragiul a fost extins de catre Actul pentru Reprezentare a Populatiei din 1918. Acesta a crescut numarul de votanti iralndezi de la 700,000 la aproximativ 2 milioane. Toti barbatii peste 21 si cei din serviciul militar de peste 19 ani au dobandit un vot in alegerile parlamentare fără a fi nevoie de calificari si dovezi de proprietate. A acordat dreptul de a vota si femeilor (cu toate ca doar cele peste 30 de ani aveau voie sa voteze) pentru prima data.
În concluzie, o noua generatie de votanti tineri, disparitia majoritatii votantilor batrani si un influx subit de femei peste 30 de ani , insemna ca exista un numar mare de noi votanti ce apartineau unor grupuri necunoscute , modificand dramatic structura electoratului irlandez.

### Factori politici
- Inca de la ultima alegere electorala a Regatului Unit din decembrie 1910, organizatiile locale ce apartineau Partidului Irlandez din trecut, au rămas neprovocati aproape un deceniu, devenind sedentari in ceea ce priveste apararea scaunelor si incepeu sa devina in mare parte o generatie invechita.Au adoptat Dominarea Camerei in 1914, care a fost suspendata in 1914. Politica lor era de a dobandi o tara cu guvern propriu si cu propria constitutie(fie ea legata de suveranitatea din Marea Britanie in interesul Irlandei), opunandu-se folosirii de forta separatista.
- Electoratul a devenit captat de catre  fenieni datorita raspunsului dur al autoritatilor catre Revolta Pascala.Partidul si-a atribuit succesul campaniei de prevenire a inrolarilor in 1918, desi acest lucru nu-i apartinea pe deplin.
- In timp ce PPI-ul a cedat unei forme temporare de partitie a Irlandei in 1914, ca o masura de a pacifica Ulsterul , fenienii au simtit ca acest lucru ar aduce numai dezavantaje si ar lungi conflictele dintre nord si sud.
- In contrast cu PPI-ul ,fenienii erau vazuti ca o forta tanara si radicala. Liderii sai erau tineri politicieni militanti , cum ar fi Michael Collins (28) si de Valera (36), ca majoritatea votantilor si candidatilor republicani incarcerati.
- PPI-ul era condus de lideri precum John Dillon, ce a fost in biroul public din 1880, erau in mare parte politicieni mai varstnici ce  promovau o tara unita si un dominion unicameral de la Charles Stewart Parnellincoace si militau pentru implementarea Actului din 1914 si o solutie constitutionala de a uni Ulsterul in parlamentul din Dublin.
- Pe de alta parte, fenienii reprezentau o schimbare si o politica radicala pentru dobandirea unui guvern Irlandez de sine statator aflat in afara influentei britanice si multi din aripa voluntara erau gata sa asiste la o republica formata prin forta.
- Populatia irlandeza a fost radicalizata in anii primului razboi mondial. Adaugan la pierderile grele suferita de catre Regimentul Irlandez, amenintarea inrolarii si a masurilor adoptate de armata britanica,a fost o rapida inflatie ce a impulsionat un val de revolte si dispute industriale.Alegerile electorale din 1918 au aparut intr-un moment de revolutie de-a lungul Europei.
- Politica feniana a fost conturata in Manifestul Fenian din 1918, ce avea ca obiectiv  reprezentarea si recunoastera irlandezilor la oricare Conferinta de Pace de la Paris din 1919. Politica PPI avea sa abandoneze negocierile cu guvernul britanic.
- Aproape cu un an mai devreme, in ianuarie 1918, Woodrow Wilson a emis politica celor Paisprezece Puncte , care pareau sa promita ca auto-guvernarea si auto-determinarea vor deveni politici normale in relatiile internationale.
- Unionistii din Ulster, rezistenta unei tari unite cu un guvern de sine statator au rămas cu o situatie nerezolvata.

## Alegerile
Votul în majoritatea circumscrpțiilor irlandeze a avut loc pe 14 decembrie 1918. În timp ce restul Marii Britanii se lupta impotriva  'Alegerilor Kaki'și a altor probleme ce implicau partidele britanice , in Irlanda , patru partide politice majoritare aveau apel national . Acestea erau PPI, fenienii, Partidul Unionist Irlandez și Partidul Muncitoresc Irlandez. Totusi, Partidul Muncitoresc, a decis să nu participe în alegeri, temându-se că va fi prins la mijloc in bataia focului politic dintre PPI si fenieni; credeau că e mai bine să lase oamenii să-și formeze propriile idei pe problema Dominarii Camerei versus Republica. Partidul Unionist favoriza continuitatea uniunii cu Marea Britanie (cu tot cu subordonatul sau,Asociatia Muncitorilor Unionisti din Ulster, care luptau ca 'Muncitori Unionisti').Au luat parte si un numar mic de partide nationaliste.
In Irlanda, 105 de membri de partid au fost alesi din 103 de circumscripții. Nouăzeci si nouă de locuri au fost alese dintr-un singur scaun de circumscripții geografice sub Pluralitarea Membrului Singular sau sistemul 'Primul trecător de post'.Totuși, mai erau inca doua cicrumscripțtii de doua scauneUniversitatea din Dublin, (Colegiul Trinity) a ales doi membri de partid subVotul Unic Transferabil si orașul Corka ales doi membri de partid sub sistemul Votului de tip Bloc.
Din cele 105 de scaune din Irlanda, 25 au fost necontestate. Propaganda formulată de către guvernul britanic în castelul Dublin și circulată prin presa de cenzură , invoca faptu ca militanții republicani irlandezi au amenintat potențiali candidați să discurajeze membri non-fenieni în a mai participa la alegeri.Pentru oarecare motiv, in cele 73 de circumscripții în care candidații fenieni au fost aleși în număr de 25,au fost intorși fără opoziție (17 erau în Munster). Circumscripțiile in care fenienii au câștigat scaune necontestate au fost aceia ce in mod subsecvent au arătat un înalt nivel de suport pentru candidații republicani.

## Rezultate

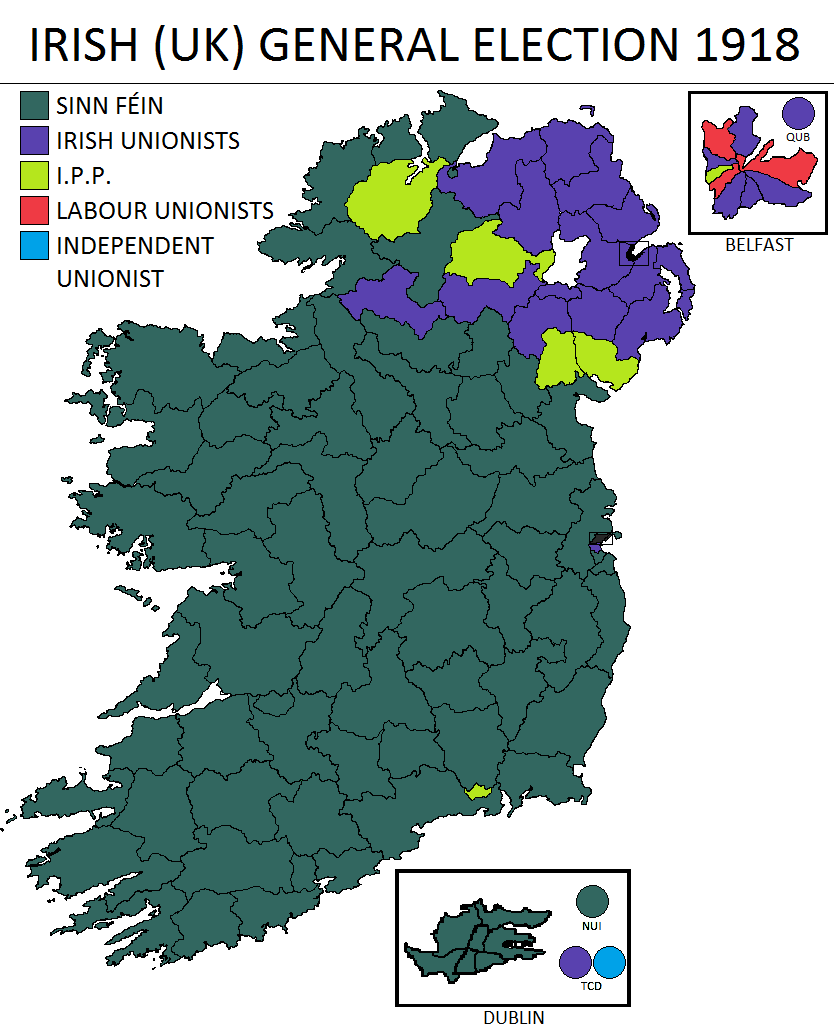
Harta rezultatelor

Candidații fenieni au fost alesi in 73 de circumscripții, dar patru candidați ai partidului: (Arthur Griffith, Éamon de Valera, Eoin MacNeill și Liam Mellows) au fost aleși pentru două circumscripții și de aici totalul numarului de candidați fenieni individuali a fost de 69.În ciuda afirmațiilor de intimidare și fraudă electorală,atât din partea suporterilor fenieni cât și din partea  oponenților unioniști, alegerile au fost privite ca o victorie decisivă pentru fenieni.
Proporția voturilor emise pentru fenieni, adica 46,9% de voturi pentru 48 de scaune, câștigate in 80 de circumscripții contestate,este subtilizat de faptul ca 25 de candidați aflați in cele mai puternice baze de suport au fost fără opoziție , reducând astfel nivelul de suport real în aceste circumscripții dintr-un posibil nivel de 80 de candidați ai partidului.
Partidul ce s-a clasat pe locul 2 cu un număr mare de scaune a fost Partidul Irlandez Unionist, cu 22 seats. Succesul unioniștilor care au câștigat 26 de scaune in total a fost,totuși, in mare parte limitat către Ulster. În restul Irlandei ,ceiAlianta Unionistilor Irlandezi au fost aleși in circumscripțiile Universitații din Dublin și Rathmines. Cu toate acestea, unioniștii au câștigat 23 de scaune din 37, având anterior doar o minoritate. 
PPI-ul a suferit o înfrângere catastrofică , până si liderul său, John Dillon,a eșuat în a mai fi reales.PPI a câștigat șase scaune în Irlanda, toate în afară de unul au fost câștigate în Ulster. Singura excepție a fost orașul Waterford, scaunul ce a fost ținut anterior de către John Redmond, care a murit la începutul acelui an și urmat de fiul său, Captain William Archer Redmond. Patru din scaunele lor  irlandeze au fost parte dintr-un aranjament pus la cale de către cardinalul Logue între fenieni și PPI, pentru a evita victoriile unioniștilor in Ulster,un lucru care a salvat cateva scaune pentru partid, dar l-a costat suportul protestantilor in altă parte. PPI-ul a fost aproape de a câștiga alte scaune în comitatul Louth și  Wexford South ,iar în general suportul lor a ținut mai bine in nord si est. Partidul a fost reprezentat în Westminster de către șapte membri de partid, deoarece T. P. O'Connor a câștigat un set de alegeri din voturile emigranților din orașul englezesc Liverpool. Pierderile PPI au fost exagerate de către sistemul "primul dupa post" ,ce i-a acordat o cotă de scaune, mult mai mică față de cota voturilor (21.7%)și a numărului de scaune ce-ar fi putut câștiga sub o "reprezentare proporționala" a sistemului buletinelor de vot. Rămășițele PPI-ului au devenit Partidul Nationalist al Irlandei de Nord sub conducerea lui Joseph Devlin.

## Urmări și moștenire
Dupa alegeri, câștigatorii fenieni, deși puteau sta drept membrii de partid in parlamentul britanic , au preferat să boicoteze corpul Westminster body și s-au unit in schimb sub forma unui parlament revoluționar numit Primul Dáil. Totuși, unioniștii si membrii PPI-ului au refuzat să recunoasca Dáil-ul. La prima intâlnire onorată de 27 de deputați (ceilalți fiind încă încarcerați sau fără pereche) ,pe 21 ianuarie 1919 ,  Dáil-ul a emis oDeclarație de Independență a Irlandei și s-au autoproclamat parlamentul unui nou stat numit "Republica Irlandeză".
În aceeasi zi, in circumstanțe diferite, doi membri locali ai Poliției Regale Irlandeze ce păzeau materiale explozive ,au fost implicați într-o ambuscadă și uciși la Soloheadbeg, în Tipperary, de către membri ai Voluntarilor Irlandezi.Deși nu au ordonat acest incident, cursul evenimentelor a făcut ca Dáil-ul să recunoască Voluntarii ca fiind Armata Republicii Irlandeze.Acea ambuscadă a constituit și un act de război către Marea Britanie.
Trenul evenimentelor pus în mișcare de către alegeri, a adus în cele din urmă primul stat irlandez independent recunoscut pe plan internațional ,  Statul Liber Irlandez, înfăptuit în 1922. Mai mult de atât,liderii partidului fenian ce-au fost aleși în 1918, precum de Valera, Michael Collins și W.T. Cosgrave,au ajuns să domine scena politică irlandeză, dovadă fiind cele două partide majore în Republica Irlandeză ,astăzi cunoscute ca Fianna Fáil și Fine Gael, ambele fiind descendente din Sinn Féin.

## Întrebări și interpretări
Interpretarea corectă a rezultatelor electorale din 1918 a fost subiect a numeroaselor controverse. Aceasta este din cauză că fenienii au tratat rezultatul ca un mandat unilateral din partea poporului irlandez, pentru a stabili imediat o relație independenta, un întreg stat irlandez,și de a iniția un razboi nedeclarat de separare fața de Marea Britanie, in tot acest timp ignorând în întregime probleme nerezolvate intre Ulster si siutatia unioniștilor. Cei din Uniune au deținut o majoritate de voturi în 4 din cele 9 comitate ale Ulsterului. Celelalte  5 comitate au avut o majoritate nationalistă, incluzând Tyrone și Fermanagh, care vor deveni mai târziu parte din Irlanda de Nord. Totuși, Programul Democratic al partidului nu a promis electoratului un război, ci doar o Republică Irlandeză formată din 32 de comitate .

## Candidați proieminenți

### Aleșii ne-opuși
| Nume              | Partid    | Circumscripție                                                         |
| ----------------- | --------- | ---------------------------------------------------------------------- |
| Arthur Griffith   | Sinn Féin | Cavan East and also Tyrone North West (contest)                        |
| Éamon de Valera   | Sinn Féin | East Clare (Circumscripție a Parlamentului Britanic and also Mayo East |
| Terence MacSwiney | Sinn Féin | Cork Mid                                                               |
| Michael Collins   | Sinn Féin | Cork South                                                             |
| Seán Hayes        | Sinn Féin | Cork West                                                              |
| Liam Mellows      | Sinn Féin | Galway East and also Meath North (contest)                             |
| Piaras Béaslaí    | Sinn Féin | Kerry East                                                             |
| Austin Stack      | Sinn Féin | Kerry West                                                             |
| W. T. Cosgrave    | Sinn Féin | Kilkenny North                                                         |
| Patrick McCartan  | Sinn Féin | King's County                                                          |
| Count Plunkett    | Sinn Féin | Roscommon North                                                        |

### Aleși in concurs
| Nume                  | Partid                        | Circumscripție                                           |
| --------------------- | ----------------------------- | -------------------------------------------------------- |
| Hugh O'Neill          | Irish Unionist Alliance       | Antrim Mid                                               |
| Patrick Donnelly      | Irish Parliamentary Party     | Armagh South                                             |
| Edward Carson         | Irish Unionist Alliance       | Belfast Duncairn                                         |
| Joseph Devlin         | Irish Parliamentary Party     | Belfast Falls                                            |
| Samuel McGuffin       | Labour Unionist               | Belfast Shankill                                         |
| Edward Kelly          | Irish Parliamentary Party     | Donegal East                                             |
| James Craig           | Irish Unionist Alliance       | Down Mid                                                 |
| Jeremiah McVeagh      | Irish Parliamentary Party     | Down South                                               |
| Seán T. O'Kelly       | Sinn Féin                     | Dublin College Green                                     |
| Desmond FitzGerald    | Sinn Féin                     | Dublin Pembroke                                          |
| Maurice Dockrell      | Irish Unionist Alliance       | Dublin Rathmines                                         |
| Joseph McGrath        | Sinn Féin                     | Dublin St James's                                        |
| Constance Markiewicz  | Sinn Féin                     | Dublin St Patrick's                                      |
| Robert Henry Woods    | Independent Unionist          | University of Dublin                                     |
| Pádraic Ó Máille      | Sinn Féin                     | Galway Connemara                                         |
| Frank Fahy            | Sinn Féin                     | Galway South                                             |
| Domhnall Ua Buachalla | Sinn Féin                     | Kildare North                                            |
| Eoin MacNeill         | Sinn Féin                     | Londonderry City and also National University of Ireland |
| Hugh Anderson         | Irish Unionist Alliance       | Londonderry North                                        |
| Denis Henry           | Irish Unionist Alliance       | Londonderry South                                        |
| John J. O'Kelly       | Sinn Féin                     | Louth                                                    |
| Ernest Blythe         | Sinn Féin                     | Monaghan North                                           |
| Seán MacEntee         | Sinn Féin                     | Monaghan South                                           |
| Kevin O'Higgins       | Sinn Féin                     | Queen's County                                           |
| Harry Boland          | Sinn Féin                     | Roscommon South                                          |
| Thomas Harbison       | Partidul Parlamentar Irlandez | Tyrone North East                                        |
| William Redmond       | Partidul Parlamentar Irlandez | Waterford City                                           |
| Cathal Brugha         | Sinn Féin                     | Waterford County                                         |
| Laurence Ginnell      | Sinn Féin                     | Westmeath                                                |
| James Ryan            | Sinn Féin                     | Wexford South                                            |
| Robert Barton         | Sinn Féin                     | Wicklow West                                             |

### Eșecuri
| Nume        | Partid                        | Circumscripție |
| ----------- | ----------------------------- | -------------- |
| John Dillon | Partidul Parlamentar Irlandez | Mayo East      |